# Duop Reath
Duop Thomas Reath, född 26 juni 1996 i Waat i Sudan (idag Sydsudan), är en australisk professionell basketspelare (C) som spelar för Portland Trail Blazers i National Basketball Association (NBA).
Han deltog också vid de olympiska sommarspelen 2020 i Tokyo, där han var med och bärgade bronsmedalj med det australiska basketlandslaget.
Reath blev aldrig NBA-draftad.
Innan han blev proffs studerade Reath vid Louisiana State University och spelade för deras idrottsförening LSU Tigers.